# Disuguaglianza di Minkowski
In matematica, la disuguaglianza di Minkowski è una disuguaglianza che porta il nome di Hermann Minkowski. Segue dalla disuguaglianza di Hölder.

## La disuguaglianza
Sia {\displaystyle \Omega } uno spazio di misura con misura {\displaystyle \mu }, e sia {\displaystyle p\geq 1}. Allora, se {\displaystyle f} e {\displaystyle g} sono funzioni misurabili in {\displaystyle L^{p}(\Omega )} si ha:
{\displaystyle \left(\int _{\Omega }(f+g)^{p}d\mu \right)^{1 \over p}\leq \left(\int _{\Omega }f^{p}d\mu \right)^{1 \over p}+\left(\int _{\Omega }g^{p}d\mu \right)^{1 \over p}}
In modo equivalente:
{\displaystyle \|f+g\|_{p}\leq \|f\|_{p}+\|g\|_{p}}
Attraverso quest'ultima formulazione, la disuguaglianza di Minkowski si generalizza al caso {\displaystyle p=\infty }. Dalla disuguaglianza di Minkowski segue che {\displaystyle L^{p}(\Omega )} è uno spazio normato, in quanto vale la disuguaglianza triangolare. In particolare, {\displaystyle L^{p}(\Omega )} è uno spazio di Banach per ogni {\displaystyle 1\leq p\leq \infty }. Nel caso in cui lo spazio di misura sia l'insieme dei naturali {\displaystyle \mathbb {N} } con la misura del conteggio {\displaystyle \mu (A)=\#A}, allora per ogni coppia di successioni {\displaystyle (a_{i})_{i\geq 1}} e {\displaystyle (b_{i})_{i\geq 1}} in {\displaystyle l^{p}(\mathbb {N} )} la disuguaglianza di Minkowski si scrive:
{\displaystyle \left(\sum _{i=1}^{\infty }|a_{i}+b_{i}|^{p}\right)^{1/p}\leq \left(\sum _{i=1}^{\infty }|a_{i}|^{p}\right)^{1/p}+\left(\sum _{i=1}^{\infty }|b_{i}|^{p}\right)^{1/p}}

## Minkowski per gli integrali
Siano {\displaystyle (X,{\mathcal {M}},\mu )} e {\displaystyle (Y,{\mathcal {N}},\nu )} due spazi di misura {\displaystyle \sigma }-finiti, e sia {\displaystyle f} una funzione {\displaystyle ({\mathcal {M}}\otimes {\mathcal {N}})}-misurabile. Se {\displaystyle f\geq 0}, allora per ogni {\displaystyle 1\leq p<\infty }
{\displaystyle \left(\int \left(\int f(x,y)d\nu (y)\right)^{p}d\mu (x)\right)^{1 \over p}\leq \int \left(\int f(x,y)^{p}d\mu (y)\right)^{1 \over p}d\nu (x)}
In particolare, da ciò ne consegue che se {\displaystyle f(\cdot ,y)\in L^{p}(\mu )} per quasi ogni {\displaystyle y\in Y}, con {\displaystyle 1\leq p\leq \infty }, e se la funzione {\displaystyle y\mapsto \Vert f(\cdot ,y)\Vert _{p}}  sta in {\displaystyle L^{1}(\nu )}, allora
{\displaystyle \left\Vert {\int f(\cdot ,y)d\nu (y)}\right\Vert _{p}\leq \int \Vert f(\cdot ,y)\Vert _{p}\,d\nu (y)}